# Mustang (film)
Mustang è un film drammatico del 2015 diretto da Deniz Gamze Ergüven.
Il film, che è stato presentato a Cannes 2015 e scelto per rappresentare la Francia ai Premi Oscar 2016, racconta la storia di cinque giovani sorelle turche che lottano per la loro libertà contro un potere religioso e patriarcale soffocante.

## Trama
Inizio dell'estate, in un remoto villaggio turco. Lale, la più piccola di cinque sorelle, dà un commovente addio alla sua giovane e amata insegnante, che si sta trasferendo a Istanbul. Lale e le sorelle, su idea della sorella maggiore Sonay, decidono di andare in spiaggia invece di tornare a casa, per godersi la giornata di sole. Lungo la strada, giocano in acqua con alcuni dei loro compagni di classe, sedendosi per gioco sulle spalle dei ragazzi e schiamazzando.
Quando tornano a casa, la nonna le rimprovera bruscamente per avere permesso "quel tipo di contatto fisico" con i ragazzi e picchia le tre sorelle più grandi, Sonay, Selma e Ece. Anche lo zio Erol, figlio della nonna, è furioso e, per affermare il potere patriarcale, le conduce ad una visita ginecologica che attesti la loro illibatezza. Da allora in poi, a tutte e cinque ragazze è proibito uscire di casa, anche per andare a scuola, dalla quale vengono ritirate.
Le sorelle cominciano a sentirsi soffocate poiché la nonna, incapace di ribellarsi al potere patriarcale per cui le donne sono sempre sottomesse agli uomini, cerca di preparare le pur giovani nipoti al matrimonio, raccontando loro di aver conosciuto anch'essa il proprio marito solo al momento del matrimonio ma di essersi poi affezionata a lui. Le ragazze quando escono in pubblico devono vestirsi di grigio, con abiti lunghi e informi, invece di andare a scuola rimangono chiuse in casa, imparando a cucinare, pulire e cucire. Nonostante ciò, Sonay sguscia fuori di tanto in tanto per incontrare il suo amante, mentre Lale studia vari modi per andarsene.
A Lale, che ama il calcio e segue con passione il campionato, lo zio ha vietato di andare a vedere le partite, ma lei decide comunque di recarsi alla successiva partita in calendario, approfittando del fatto che gli uomini non potranno presentarsi per via delle misure antiviolenza. Le cinque sorelle riescono a uscire di nascosto ed a raggiungere lo stadio, tuttavia una loro zia le riconosce durante la trasmissione della partita in televisione, proprio nel momento in cui lo zio Erol e gli altri uomini del villaggio stanno per guardare la diretta. Per evitare che gli uomini le scoprano, la zia in combutta con le parenti decide di tagliare i fili dell'antenna di casa, e successivamente anche quelli del generatore principale, così l'elettricità viene a mancare in tutto il villaggio, scongiurando il pericolo che le ragazze vengano viste.
Quando le ragazze tornano, la nonna ormai esasperata decide di iniziare a organizzare i loro matrimoni. Vengono portate giù in città con la scusa di prendere della limonata, in realtà col solo fine di esibirle a dei potenziali "pretendenti" e ben presto un corteggiatore, accompagnato dalla famiglia, si presenta a casa loro. Sonay urla di volersi sposare solo con il suo amante e si rifiuta di incontrare il futuro pretendente. Selma, invece, si fidanza lì per lì con il corteggiatore. Al matrimonio congiunto delle due sorelle, Sonay (unica sposa per amore) è chiaramente felice con il suo amante, mentre Selma non sembra per nulla innamorata del ragazzo con cui sta per accasarsi (infatti passa tutta la serata a rubare bicchieri di vino dai tavoli e ad ubriacarsi).
Durante la notte del matrimonio, i suoceri di Selma (violando bruscamente l'intimità dei due giovani sposi) vanno a controllare la presenza di macchie sulle lenzuola secondo un antico rituale per verificare la verginità della sposa. Ma, non trovando tracce di sangue, i familiari dello sposo conducono immediatamente Selma da un ginecologo in ospedale, per avere rassicurazioni circa la sua integrità. Il medico riscontrerà un imene intatto.
La successiva in linea per il matrimonio è la 17enne Ece. A questo punto viene rivelato che lo zio Erol, oltre ad essere misogino e violento specialmente contro le donne, è anche pedofilo, poiché abusa sessualmente di lei la notte. Ece, sentendosi oppressa dai piani matrimoniali della nonna e dagli abusi dello zio, comincia a comportarsi spudoratamente: quando lei e le due sorelle minori, Lale e Nur, si fermano con lo zio nei pressi di una banca, Ece permette ad un ragazzo sconosciuto di avere un fugace rapporto sessuale con lei in auto; al rientro fa poi battute al tavolo durante il pranzo, incitando le sorelle a ridere, cosa "inaccettabile" per lo zio, che la manda a letto senza cena. Ece si alza sprezzante dichiarando di non avere alcun problema ad abbandonare la tavola, quindi chiude la porta a chiave dietro di sé e si suicida sparandosi un colpo secco. Le ragazze vengono immediatamente affidate ad un vicino perché le porti via da casa, e rivedranno la sorella solo al funerale il giorno dopo.
Ora rimangono solo Lale e Nur. Durante un tentativo di raggiungere Istanbul a piedi, Lale incontra Yasin, un camionista che aveva accompagnato le sorelle allo stadio e con cui lei aveva stretto amicizia. Su richiesta di Lale, Yasin le insegna giocosamente a guidare, non badando ai suoi 10 anni d'età. Yasin è teneramente incuriosito dalla bambina, avendo intuito che il suo desiderio di libertà sottende un intimo disagio. Quando Lale tenta di rientrare in casa da una scaletta esterna, la sua scappatella viene scoperta e la sorveglianza rinforzata.
Nel frattempo diventa chiaro il fatto che il perfido zio Erol sta abusando anche di Nur, perché Lale lo intravede aggirarsi di notte fra le camere. La nonna, venuta a conoscenza di questo fatto, non riesce a far altro che tentare di organizzare in tutta fretta l'ennesimo matrimonio: sebbene sia evidente che Nur è ancora immatura, le viene trovato un ragazzo col quale combinare il fidanzamento.
La sera prevista per la stipula del "contratto", in cui il futuro sposo con tutta la sua famiglia è atteso a casa, Lale convince Nur a resistere, così le ragazzine, raccolto tutto il coraggio che nessun'altra donna della famiglia ha mai avuto, si barricano all'interno, lasciando tutti fuori in giardino, con grande imbarazzo della nonna e dello zio. Appena la festa di nozze viene annullata con sdegno dalla famiglia del pretendente, Erol diventa una furia e cerca violentemente di forzare l'ingresso. Lale trova il telefono nascosto in un armadio e chiama Yasin chiedendogli aiuto ma la comunicazione si interrompe quasi subito. Le ragazze disperate raccolgono dei soldi e qualche provvista, una foto, le chiavi della macchina dello zio, sgattaiolano fuori di casa e scappano. La fuga in macchina non dura a lungo perché Lale, presa dalla foga, perde il controllo del mezzo ed esce quasi subito fuori strada; le sorelle sono costrette a nascondersi nella campagna per quasi tutta la notte, finché finalmente arriva Yasin a metterle in salvo, dando loro un passaggio sino alla vicina stazione degli autobus, dove si salutano.
Lale e Nur prendono un autobus per Istanbul, dove arrivano dopo un altro giorno di viaggio, sperando di riuscire a contattare l'ex insegnante di Lale. Grazie all'indirizzo su una lettera, riescono a ritrovarla nella sua abitazione, dove vengono accolte con un abbraccio pieno di calore e conforto. Il loro incubo è finito.

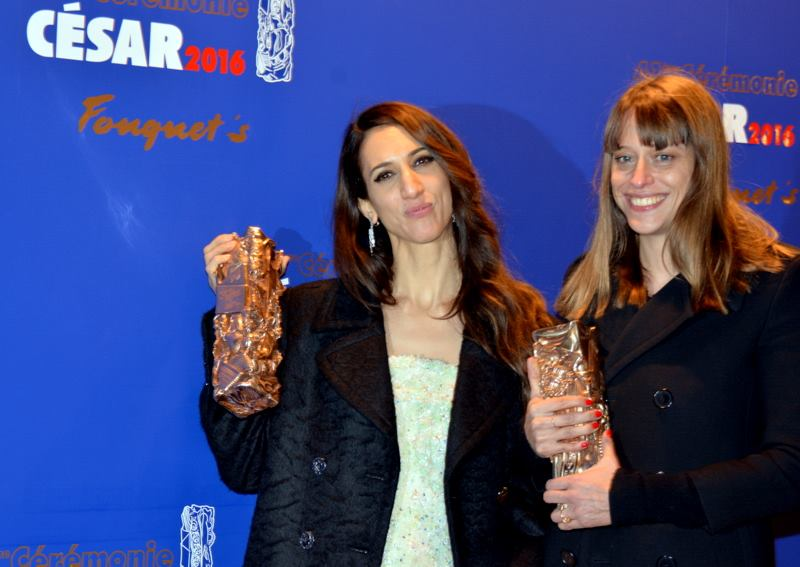
La regista Deniz Gamze Ergüven e la sceneggiatrice Alice Winocour vincitrici ai Premi César 2016

## Produzione
(La regista Deniz Gamze Ergüven per The Guardian)

### Sviluppo
La regista della pellicola, Deniz Gamze Ergüven, dopo essersi laureata alla prestigiosa scuola di cinema parigina La Fémis nel 2006, stava inizialmente lavorando ad un film incentrato sulle rivolte di Los Angeles del 1992, successivamente distribuito con il titolo Kings nel 2017.
Mentre era alle prese con tale progetto, nel 2011 la regista è stata invitata al workshop della Cinéfondation al Festival di Cannes, per presentare il film in corso.
Proprio qui ha incontrato per la prima volta la sceneggiatrice Alice Winocour alla premiere del film diretto da quest'ultima Augustine (2012), e per svolgere una collaborazione con lei, Ergüven ha temporaneamente interrotto il progetto di Kings, poi ripreso al termine della produzione di Mustang.

### Sceneggiatura
Durante l'estate 2012, Deniz Gamze Ergüven e Alice Winocour hanno iniziato a scrivere assieme la sceneggiatura di Mustang, basandosi su diversi fatti realmente accaduti.
Ad esempio, il momento all'inizio del film, che vede le ragazze venir rimproverate dalla nonna per essersi sedute sulle spalle dei coetanei maschi e aver stabilito un "eccessivo" contatto fisico con questi ultimi, è stato basato sulla reale esperienza personale che Deniz Ergüven ebbe da adolescente con la nonna fortemente bigotta.

### Cast
Delle cinque "sorelle" protagoniste, soltanto Elit İşcan (per cui il ruolo di Ece è stato creato appositamente dalla regista) aveva già avuto esperienze nel cinema, mentre le altre 4 attrici erano completamente dilettanti. Infatti, per scegliere Tuğba Sunguroğlu (scoperta in realtà all'aeroporto di Charles de Gaulle a Parigi), la protagonistaGüneş Şensoy, Doğa Doğuşlu e İlayda Akdoğan, ci sono volute mesi e centinaia di audizioni in giro per tutta la Turchia.

### Riprese
Le riprese del film, compiute interamente in Turchia, si sono svolte soprattutto tra Istanbul, sulle zone del Mar Nero e nel territorio di Kastamonu. Il budget del film, di produzione franco-tedesco-turca è stato di 1,4 milioni di dollari.

## Colonna sonora
La colonna sonora del film è stata affidata all'australiano Warren Ellis, che all'inizio aveva rifiutato, nella sua prima opera da solista.

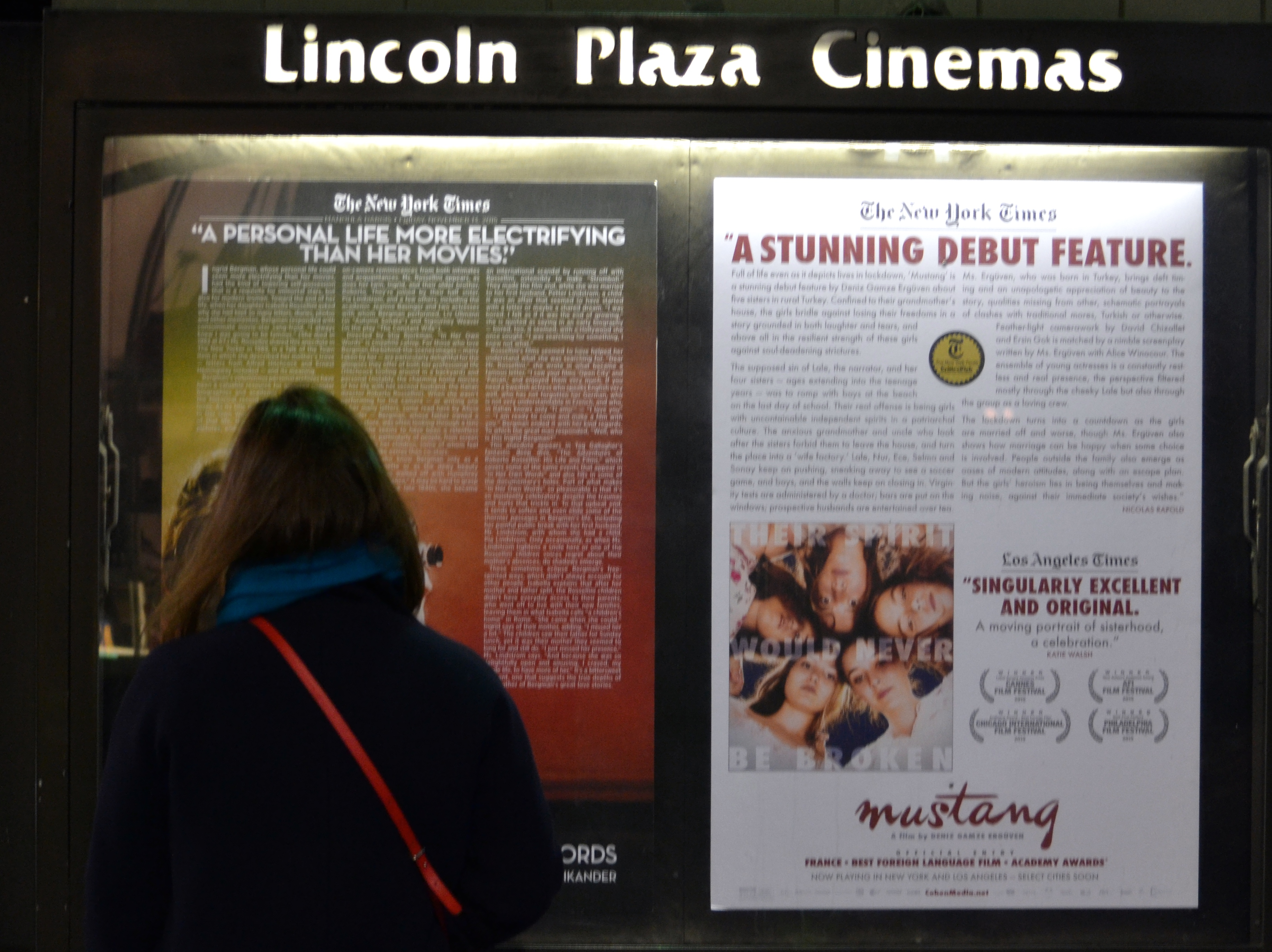
Locandina del film esposta fuori da un cinema di Madrid

## Promozione
Il primo teaser trailer in lingua inglese del film è stato pubblicato su YouTube il 6 luglio 2015, mentre il primo trailer in italiano è uscito il 3 ottobre seguente.

## Distribuzione
Il film è stato presentato in anteprima mondiale il 19 maggio 2015 al Festival di Cannes di quell'anno, nonché al Toronto International Film Festival; è poi uscito prima nelle sale cinematografiche francesi e turche, rispettivamente il 17 giugno e 23 ottobre del 2015.
In Italia è invece stato distribuito tramite Lucky Red, a partire dal 29 ottobre dello stesso anno.

## Accoglienza

### Incassi
Guadagnando solo in Italia oltre 655mila euro (cifra notevole per un film straniero) e 4 milioni di dollari tra Stati Uniti e Canada, il film in totale ha raggiunto un totale di $ 5.274.664 esatti.

### Critica
Il film è stato generalmente molto apprezzato dalla critica.
Per esempio, sul sito web Rotten Tomatoes il film riceve l'eccezionale 97% delle recensioni professionali positive, con un voto medio di 8,9/10, basato su 149 recensioni; il consenso critico del sito afferma: "Mustang trasmette un messaggio molto forte - e assolutamente condiviso - il cui potere è ulteriormente rafforzato dalla bravura di un cast non professionale ma stellare".
Anche su Metacritic il film ottiene l'ottimo punteggio medio di 83 su 100, basato su 29 recensioni, indicando il "riconoscimento universale".
Invece Variety, criticandolo, ha giudicato il film "troppo simile" a Il giardino delle vergini suicide; al contrario Daily Telegraph ha assegnato un voto pieno 4 stelle su 4, descrivendolo come "feroce, sicuro di sé e ribelle". Anche The Guardian, accogliendolo al meglio, ha offerto 5 stelle su 5, descrivendolo come "un'eccellente opera prima, che condanna il trattamento delle donne nei villaggi dell'Anatolia e non solo".

Il critico cinematografico italiano Paolo D'Agostini, scrivendo per La Repubblica, ha recensito il film nei seguenti termini:
"Il cammino che conduce all'affermazione dei diritti non è una passeggiata. Si sono versate lacrime, è lastricato di sangue, sudore e polvere da sparo. E lo si dimentica sempre una volta che la conquista si è consolidata. È di questo che parla il film franco-turco (...) Mustang, che la Francia ha scelto per essere rappresentata alla corsa all'Oscar per il miglior film straniero. Parlato in lingua turca, in questo caso: conferma della storica vocazione francese a farsi centro di riferimento e patria adottiva per cineasti dalle più diverse provenienze, ad attrarre risorse creative e valorizzarle. L'inizio dice molto del suo tono, leggero nell'assumere un punto di vista adolescente, e al tempo stesso di solido spessore drammatico. (...) È un film dominato da un'urgenza extra artistica (e alimentato da qualche esperienza autobiografica) ma la sua disarmante freschezza, molto per merito delle cinque interpreti sicuramente non professioniste, riesce a farne un'opera di valore e non solo piattamente di denuncia."
Anche nel suo Paese natale, la Turchia, Mustang è stato apprezzato ed elogiato per la sua "modernità", anche se da alcuni critici è stato anche criticato perché "rappresentante la nostra cultura in maniera stereotipata".

## Riconoscimenti
- 2016 - Premio Oscar[25]
  - Candidatura per il miglior film in lingua straniera (Francia)
- 2016 - Golden Globe
  - Candidatura per il miglior film straniero (Francia)
- 2015 - European Film Award
  - Miglior rivelazione a Deniz Gamze Ergüven
  - Candidatura per il miglior film a Deniz Gamze Ergüven
- 2016 - Premio César[26]
  - Miglior sceneggiatura originale a Deniz Gamze Ergüven e Alice Winocour
  - Miglior montaggio a Mathilde Van de Moortel
  - Miglior colonna sonora a Warren Ellis
  - Migliore opera prima a Deniz Gamze Ergüven
  - Candidatura per il miglior film
  - Candidatura per la miglior regia a Deniz Gamze Ergüven
  - Candidatura per i migliori costumi a Selin Sözen
  - Candidatura per la miglior fotografia a David Chizallet e Ersin Gök
  - Candidatura per il miglior sonoro a Ibrahim Gök, Damien Guillaume e Olivier Goinard
- 2016 - Premio Goya
  - Miglior film europeo (Francia)